# 斑箭天竺鯛
斑箭天竺鯛（學名：Rhabdamia spilota），為輻鰭魚綱鈎頭魚目天竺鯛科箭天竺鯛屬下的一個種，分布於中西太平洋印尼巴里島海域，深度20至55公尺，本魚體延長且側扁，頭大、眼大、口大且斜裂，前鰓蓋骨邊緣平滑，體被弱櫛鱗，體色透明，鰓蓋上與在胸鰭的基部部份之上側面中央地有三至四個小的深色斑點，背鰭硬棘7枚、背鰭軟條9枚、臀鰭硬棘2枚、臀鰭軟條12枚，體長可達6公分，棲息有枝裝珊瑚生長的岩礁區，夜間活動，屬肉食性，以浮游生物為食，繁殖期時，雄魚具有口孵習性，卵約7日化成仔魚，由雄魚吐出，具短暫的仔魚飄浮期，生活習性不明。